# Parafia Wszystkich Świętych w Raczkowie
Parafia Wszystkich Świętych w Raczkowie jest jedną z 10 parafii leżącą w granicach dekanatu kiszkowskiego. Erygowana w XIII wieku.

## Dokumenty
Księgi metrykalne:
- ochrzczonych od 1945 roku
- małżeństw od 1945 roku
- zmarłych od 1945 roku